# Gâteau goutte de pluie
Pour les articles homonymes, voir Goutte d'eau.
Le gâteau goutte de pluie est un dessert fait avec de l'eau et de l'agar-agar et qui ressemble à une goutte de pluie. Il est devenu populaire au Japon en 2014, et a, plus tard, attiré l'attention internationale.

## Création
Il s'agit à l'origine d'un dessert japonais connu sous le nom de 水信玄餅 (mizu shingen mochi). Il a été créé par la société Kinseiken Seika, dans la préfecture de Yamanashi, près de Tokyo, au Japon, en 2014. 水 (Mizu) veut dire « eau » et 信玄餅 (shingen mochi) est un type de gâteau de riz sucré (mochi) créé par la société Kinseiken. En 2013, le créateur de la goutte de pluie a voulu explorer l'idée de rendre l'eau solide. La goutte a connu un succès exceptionnel et les gens se sont déplacés de loin afin de découvrir ce tout nouveau dessert.
Darren Wong a présenté ce tout nouveau dessert aux États-Unis à New York en avril 2016, lors de la foire alimentaire connue sous le nom de Smorgasburg,. Peu de temps après, le restaurant londonien Yamagoya a, durant quatre mois, travaillé à l'élaboration d'une nouvelle version de ce dessert.

## Description
Ce dessert est fait à base d'eau minérale et d'agar-agar. Il contient donc très peu de calories. L'eau sucrée utilisée vient du mont Kaikoma, dans le sud des Alpes japonaises. L'agar-agar est un substitut végétal à la gélatine habituelle, fabriqué à partir d'algues. Après l'avoir réchauffé, il est moulé et refroidi. Une mélasse, appelée kuromitsu, et de la farine de soja, appelée kinako, sont utilisées comme garnitures. Ce dessert ressemble à une goutte d'eau transparente mais il a également été comparé à des implants mammaires et à des méduses. Ce mets d'une saveur toute délicate[non neutre]  fond immédiatement dans la bouche et doit être consommé dans l'instant car il s'évapore en vingt minutes.[réf. nécessaire]
On trouve également, dans le commerce, des préparations pour faire ce dessert chez soi.